# Sausheim
Sausheim é uma comuna francesa na região administrativa de Grande Leste, no departamento Alto Reno. Estende-se por uma área de 16,9 km². Em 2010 a comuna tinha 5 614 habitantes (densidade: 332,2 hab./km²).